# Alberto Acosta Alvarado
Alberto Joshimar Acosta Alvarado (Mante, 26 febbraio 1988) è un calciatore messicano, centrocampista svincolato.

## Caratteristiche tecniche
È un esterno sinistro.

## Palmarès

### Club

#### Competizioni nazionali
- Campionato messicano: 1

Tigres UANL: 2011 (A)
- Supercopa MX: 1

Puebla: 2015
- Campeón de Campeones: 1

Tigres UANL: 2017